# Biuro maklerskie
Biuro maklerskie – oddział lub inna jednostka banku prowadzącego działalność maklerską działająca na zasadach oddziału, wyodrębniona organizacyjnie, w ramach której bank prowadzi tę działalność